# Argyrolepidia cremor
Argyrolepidia cremor är en fjärilsart som beskrevs av Jordan 1912. Argyrolepidia cremor ingår i släktet Argyrolepidia och familjen nattflyn. Inga underarter finns listade i Catalogue of Life.